# Wilsonville, Alabama
Wilsonville är en kommun (town) i Shelby County i Alabama. Vid 2010 års folkräkning hade Wilsonville 1 827 invånare.
Orten har fått sitt namn efter en av de tidiga vita bosättarna i Shelby County. Vita bosättare kom till området på 1810-talet och i området bosatta cherokeser tvångsförflyttades därifrån på 1830-talet.

## Kända personer från Wilsonville
- Laurie C. Battle, politiker